# Храм Николая Чудотворца на Ямах
Храм Николая Чудотворца, что на Ямах — православный храм, разрушенный в конце 1950-х годов. Именно по этому храму — «Николы на Ямах» — получила своё название Николоямская улица. 
Храм располагался в районе Таганский, Центрального административного округа города Москвы, на углу Николоямской улицы и Николоямского переулка. Современный адрес: Москва, ул. Николоямская, 39/43, корп. 1.
Главный престол храма был освящён в честь Святой Троицы; приделы в честь святителя Николая, в честь Иоанна Предтечи.

## Рогожская слобода
Первый деревянный храм Николая Чудотворца на Ямах был построен в Рогожской части Земляного города на месте пересечения дороги на Владимир - Владимирского тракта и дороги от Нижегородского (с 1938 г. Курского) вокзала через мост на Яузе к Таганской плащади. Рогожской ямской слободе в начале XVII века. Ямами в то время называли почтовые станции с местом отдыха ямщиков, постоялыми дворами и конюшнями. В 1595 году Борис Годунов устроил такие почтовые станции на всех московских заставах.
Из Рогожской ямской слободы дорога уходила на Владимир и Нижний Новгород, а первой почтовой станцией было село Рогожи (известно с 1389 года, современный Ногинск). К 1506 году в этом селе образуется ямская слобода — Старый Рогожский Ям. В старой Рогожской слободе у местных ямщиков была своя Никольская церковь (сегодня на её месте — Богоявленский собор с Никольским приделом). О ней упоминается в Патриархии Казанского Приказа: «…церковь Николая Чудотворца деревянная на Старом Рогожском яму, на берегу реки Клязьмы, на владимирской большой дороге.» Можно предположить, что именно по этой причине в московской Рогожской ямской слободе была построена именно Никольская церковь.

## Строительство храма
В начале XVIII века жившие в слободе ямщики построили себе новый каменный Никольский храм. Со строительством храма связана одна забавная история. По легенде, во время рытья котлована под фундамент, строителями был обнаружен подземный ход, укреплённый сгнившими досками. Строители, напуганные страшными историями отказались лезть в подземелье, тогда роль исследователя взял на себя местный юродивый. Вернулся он только на следующий день, принеся с собою на поверхность неведомую дохлую тварь, напоминающую одновременно и рыбу и тюленя. Согласно рассказу юродивого ему удалось добраться до подземного моря, кишащего какими-то существами. Рыбу-тюленя он обнаружил на берегу, и взял с собой в качестве доказательства. Опознать странное существо никому не удалось, даже хорошо разбирающиеся в рыбах и тюленях, торговцы с Беломорья заявили, что ничего подобного не видывали в своей жизни. В итоге «богомерзкую тварь» было решено сжечь, однако история уже успела получить огласку.
Во время московского пожара 1812 года на Николоямской улице пострадало большое количество зданий, по другим данным выгорела вся улица. Несмотря на это известно, что Никольский храм мало пострадал и был быстро восстановлен, также к нему была приписана сильно пострадавшая от пожаров и грабежей соседняя церковь Покрова на Лыщиковой горе. За долгие годы своего существования храм несколько раз перестраивался, последнее обновление происходило в 1867—1878 годах по проекту архитектора Н. И. Финисова. Ограда храма построена по проекту архитектора М. Ф. Бугровского.
Священники: 
- Священник Василий Сергиев Благовещенский - в 1857
- Протоиерей Иоанн Алексеевич Смирнов (1834-1910) - в 1885-1890 [5]

## Разрушение
В 1927 году было решено закрыть храм, а освободившееся помещение передать под клуб рабочих Рогожско-Симоновского района. Были сняты кресты, разобрана центральная глава и колокольня. В перестроенном здании храма был размещён склад, мастерская, затем его занимал архив.
В 1956—1957 годах остатки Никольского храма были разрушены, а его место занял жилой дом.